# 阿尔泰独尾草
阿尔泰独尾草（学名：Eremurus altaicus）是独尾草科独尾草属的植物。分布在蒙古、中亚、西伯利亚地区以及中国大陆的新疆等地，生长于海拔1,300米至2,200米的地区，多生长在山地、土层脊薄及砾石阳坡，目前尚未由人工引种栽培。
种加名 altaicus 意为“阿尔泰的”。